# Поменово
Поменово (на македонска литературна норма: Поменово) е село в Северна Македония, част от община Чашка.

## География
Селото е разположено в областта Азот югозападно от град Велес.

## История
Църквата „Свети Димитър“ е от XVII век. В XIX век Поменово е село във Велешка кааза, Нахия Азот на Османската империя. В „Етнография на вилаетите Адрианопол, Монастир и Салоника“, издадена в Константинопол в 1878 година и отразяваща статистиката на населението от 1873 година, Паменово (Paménovo) е посочено като село с 50 домакинства и 240 жители българи. Според статистиката на Васил Кънчов („Македония. Етнография и статистика“) в края на XIX век селото има 390 жители, всички българи християни.
Жителите му в началото на века са под върховенството на Българската екзархия – според статистиката на секретаря на Екзархията Димитър Мишев („La Macédoine et sa Population Chrétienne“) в 1905 година в Поменово (Pomenovo) живеят 360 българи екзархисти. Според секретен доклад на българското консулство в Скопие всичките 45 къщи в селото през 1907 година под натиска на сръбската пропаганда в Македония признават Цариградската патриаршия, но след Младотурската революция от 1908 година се връщат към Българската ркзархия.
При избухването на Балканската война в 1912 година 5 души от Поменово са доброволци в Македоно-одринското опълчение. След Междусъюзническата война в 1913 година селото остава в Сърбия.
На етническата си карта от 1927 година Леонард Шулце Йена показва Поменово (Pomenovo) като българско християнско село.

## Личности
Родени в Поменово
- Иван Андреев, македоно-одрински опълченец, 21-годишен, работник, 1 рота на 4 битолска дружина, сребърен медал[8]